# Escala sismológica de Mercalli

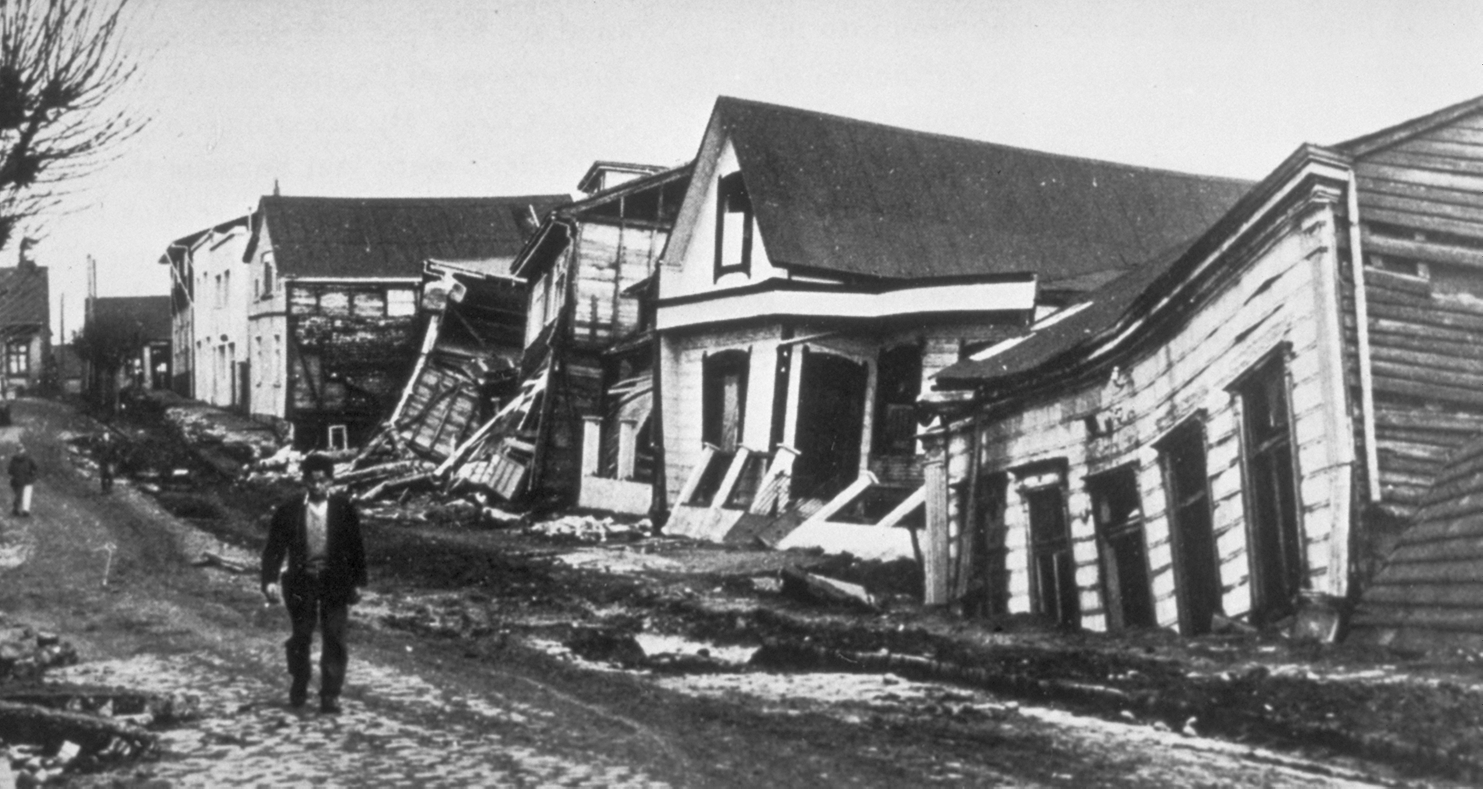
La ciudad de Valdivia, Chile tras el Terremoto de 1960, el Terremoto de mayor magnitud registrado hasta la fecha (9,5 M_{W}). Alcanzó una intensidad de XII en la escala de Mercalli.

La escala de intensidad de Mercalli modificada (MM, MMI o MCS), desarrollada a partir de la escala de intensidad de Mercalli de Giuseppe Mercalli de 1902, es una escala de intensidad sísmica utilizada para medir la intensidad del temblor producido por un terremoto. Mide los efectos de un terremoto en un lugar determinado, distinguidos de la fuerza o fuerza inherente del terremoto medida por escalas de magnitud sísmica (como la magnitud «Mw» generalmente reportada para un terremoto). Mientras que el temblor es causado por la energía sísmica liberada por un terremoto, los terremotos difieren en la cantidad de su energía que se irradia como ondas sísmicas. Los terremotos más profundos también tienen menos interacción con la superficie, y su energía se distribuye a través de un volumen mayor. La intensidad del temblor es localizada, generalmente disminuyendo con la distancia del epicentro del terremoto, pero puede amplificarse en cuencas sedimentarias y ciertos tipos de suelos no consolidados.
Las escalas de intensidad clasifican empíricamente la intensidad de la sacudida en función de los efectos informados por observadores no entrenados y se adaptan a los efectos que podrían observarse en una región en particular. Al no requerir mediciones instrumentales, son útiles para estimar la magnitud y la ubicación de los terremotos históricos (pre instrumentales): las mayores intensidades generalmente corresponden al área epicentral, y su grado y extensión (posiblemente aumentados por el conocimiento de las condiciones geológicas locales) se pueden comparar con otros terremotos locales para estimar la magnitud.

## Historia
El vulcanólogo italiano Giuseppe Mercalli formuló su primera escala de intensidad en 1883. Tenía seis grados o categorías, se ha descrito como «una mera adaptación» de la escala Rossi-Forel de 10 grados, que era la estándar en aquel momento, y ahora está «más o menos olvidada». La segunda escala de Mercalli, publicada en 1902, también era una adaptación de la escala de Rossi-Forel, conservando los 10 grados y ampliando las descripciones de cada grado.  Esta versión «gustó a los usuarios» y fue adoptada por la Oficina Central Italiana de Meteorología y Geodinámica.
En 1904, Adolfo Cancani propuso añadir dos grados adicionales para terremotos muy fuertes, «catástrofe» y «catástrofe enorme», creando así una escala de 12 grados. Sus descripciones eran deficientes, por lo que August Heinrich Sieberg las amplió entre 1912 y 1923, e indicó una aceleración máxima del suelo para cada grado. Esta escala se conoció como la «escala Mercalli-Cancani, formulada por Sieberg», o la «escala Mercalli-Cancani-Sieberg», o simplemente «MCS», y se utilizó ampliamente en Europa y sigue utilizándose en Italia por el Instituto Nacional de Geofísica y Vulcanología (INGV).
Cuando Harry O. Wood y Frank Neumann tradujeron esto al inglés en 1931 (junto con la modificación y condensación de las descripciones, y la eliminación del criterio de aceleración), lo denominaron «escala de intensidad Mercalli modificada de 1931» (MM31). Algunos sismólogos se refieren a esta versión como la «escala Wood-Neumann». Wood y Neumann también tenían una versión abreviada, con menos criterios para evaluar el grado de intensidad.
La escala Wood-Neumann fue revisada en 1956 por Charles Francis Richter y publicada en su influyente libro de texto Elementary Seismology. Para evitar que esta escala de intensidad se confundiera con la escala de Richter que él mismo había desarrollado, propuso llamarla «escala Mercalli modificada de 1956» (MM56).
En su compendio de 1993 sobre la sismicidad histórica en los Estados Unidos, Carl Stover y Jerry Coffman ignoraron la revisión de Richter y asignaron intensidades según su interpretación ligeramente modificada de la escala de Wood y Neumann de 1931, creando así una nueva versión de la escala, aunque en gran parte sin documentar.
La base sobre la que el Servicio Geológico de los Estados Unidos (y otras agencias) asigna las intensidades es, en teoría, la escala MM31 de Wood y Neumann. Sin embargo, esta se interpreta generalmente con las modificaciones resumidas por Stover y Coffman, ya que, en las décadas transcurridas desde 1931, «algunos criterios son más fiables que otros como indicadores del nivel de sacudida del suelo». Además, los códigos y métodos de construcción han evolucionado, lo que ha reforzado gran parte del entorno construido; esto hace que una intensidad determinada de sacudida del suelo parezca más débil. Además, algunos de los criterios originales de los grados más intensos (X y superiores), como los raíles doblados, las fisuras en el suelo, los deslizamientos de tierra, etc., «están menos relacionados con el nivel de sacudida del suelo que con la presencia de condiciones del suelo susceptibles de sufrir fallos espectaculares».
Las categorías «catástrofe» y «catástrofe enorme» añadidas por Cancani (XI y XII) se utilizan con tan poca frecuencia que la práctica actual del USGS es fusionarlas en una sola categoría «Extrema», abreviada como «X+».

## Escala de Mercalli modificada
Los niveles bajos de la escala están asociados por la forma en que las personas sienten el movimiento,  mientras que los grados más altos se relacionan con el daño estructural observado. La tabla siguiente es una guía aproximada de los grados de la escala de Mercalli modificada.
| Grado                 | Descripción |
| --------------------- | --- |
| I - Muy débil.        | Imperceptible para la mayoría de las personas, excepto en condiciones favorables. Aceleración menor a 0,5 Gal. |
| II - Débil.           | Perceptible solo por algunas personas en reposo, particularmente aquellas que se encuentran ubicadas en los pisos superiores de los edificios. Los objetos colgantes suelen oscilar. Aceleración entre 0,5 y 2,5 Gal. |
| III - Leve.           | Perceptible por algunas personas dentro de los edificios, especialmente en pisos altos. Muchos no lo perciben como un terremoto. Los automóviles detenidos se mueven ligeramente. Sensación semejante al paso de un camión pequeño. Aceleración entre 2,5 y 6,0 Gal. |
| IV - Moderado.        | Perceptible para la mayoría de las personas dentro de los edificios, por pocas personas en el exterior durante el día. Durante la noche algunas personas pueden despertarse. Perturbación en cerámica, puertas y ventanas. Las paredes suelen hacer ruido. Los automóviles detenidos se mueven con más energía. Sensación semejante al paso de un camión grande. Aceleración entre 6,0 y 10 Gal. |
| V - Poco fuerte.      | Sacudida sentida casi por todo el país o zona, y algunas piezas de vajilla o cristales de ventanas se rompen; pocos casos de agrietamiento de aplanados; caen objetos inestables. Se observan perturbaciones en los árboles, postes y otros objetos altos. Se detienen los relojes de péndulo. Aceleración entre 10 y 20 Gal.                                                                    |
| VI - Fuerte.          | Sacudida sentida por todo el país o zona. Algunos muebles pesados cambian de sitio y provoca daños leves, en especial en viviendas de material ligero. Aceleración entre 20 y 35 Gal. |
| VII - Muy fuerte.     | Ponerse de pie es difícil. Muebles dañados. Daños insignificantes en estructuras de buen diseño y construcción. Daños leves a moderados en estructuras ordinarias bien construidas. Daños considerables en estructuras pobremente construidas. Mampostería dañada. Perceptible por personas en vehículos en movimiento. Aceleración entre 35 y 60 Gal.                                           |
| VIII - Destructivo.   | Daños leves en estructuras especializadas. Daños considerables en estructuras ordinarias bien construidas, posibles derrumbes. Serios daños en estructuras pobremente construidas. Mampostería seriamente dañada o destruida. Muebles completamente sacados de lugar. Aceleración entre 60 y 100 Gal.                                                                                            |
| IX - Muy destructivo. | Pánico generalizado. Daños considerables en estructuras especializadas, paredes fuera de plomo. Graves daños en importantes edificios, con derrumbes parciales. Edificios desplazados fuera de las bases. Aceleración entre 100 y 250 Gal. |
| X - Desastroso.       | Algunas estructuras de madera bien construidas quedan destruidas. La mayoría de las estructuras de mampostería y de marco quedan destruidas con sus bases. Vías ferroviarias dobladas. Aceleración entre 250 y 500 Gal. |
| XI - Muy desastroso.  | Pocas estructuras de mampostería, si las hubiera, permanecen en pie. Puentes destruidos. Vías ferroviarias curvadas en gran medida. Aceleración mayor a 500 Gal. |
| XII - Extremo.        | Destrucción total con pocos supervivientes. Los objetos saltan al aire. Los niveles y perspectivas quedan distorsionados. Imposibilidad de mantenerse en pie. |

### Correlación con la magnitud
| Magnitud                                   | Comparación de magnitud / intensidad |
| 1,0–2,9                                    | I                                    |
| 3,0–3,9                                    | II–III                               |
| 4,0–4,9                                    | IV–V                                 |
| 5,0–5,9                                    | VI–VII                               |
| 6,0–7,9                                    | VII–IX                               |
| 8,0 y mayores                              | X o más alto                         |
| Comparación de magnitud / intensidad, USGS |                                      |